# Ingeborg Bachmann – Reise in die Wüste
Pour les articles homonymes, voir Ingeborg Bachmann.
Pour plus de détails, voir Fiche technique et Distribution.
Ingeborg Bachmann - Reise in die Wüste est un film suisso-austro-germano-luxembourgeois écrit et réalisé par Margarethe von Trotta, sorti en 2023. 
Ce drame traite de la vie de l'écrivaine autrichienne Ingeborg Bachmann (1926-1973), interprétée par Vicky Krieps. 
Il est présenté en avant-première en sélection officielle de la Berlinale 2023.

## Synopsis
L'écrivaine autrichienne Ingeborg Bachmann a vécu entre Berlin, Zurich et Rome. Elle a également une relation avec Max Frisch, a voyagé en Égypte... La devise de sa littérature et de sa vie était : « La vérité est raisonnable pour les gens ».

## Fiche technique
- Titre original : Ingeborg Bachmann - Reise in die Wüste
- Réalisation et scénario : Margarethe von Trotta

```
* Musique : 
André Mergenthaler
 
(lb)
```

- Décors : Sascha Ossendorf
- Costumes : Uli Simon
- Photographie : Martin Gschlacht
- Son : Patrick Storck
- Montage : Hansjörg Weißbrich (en)
- Production : Katrin Renz (de), Bady Minck, Alexander Dumreicher-Ivanceanu (de)
- Pays de production :  Allemagne -  Autriche,  Suisse,  Luxembourg
- Sociétés de production : Tellfilm, Heimatfilm, Amour Fou Luxembourg
- Sociétés de distribution : 
  - Allemagne : Alamode Filmverleih
  - France : Splendor Films
- Langue originale : allemand
- Format : couleur
- Genre : drame biographique
- Durée :
- Dates de sortie :
  - Allemagne : février 2023 (Berlin International Film Festival)
  - 26 octobre 2023[1]
  - France : 7 mai 2025[2]

## Distribution
- Vicky Krieps : Ingeborg Bachmann
- Ronald Zehrfeld : Max Frisch
- Tobias Samuel Resch (de) : Adolf Opel (de)
- Basil Eidenbenz (de) : Hans Werner Henze
- Luna Wedler : Marianne Oellers (de)
- Marc Limpach (de) : Tankred Dorst
- Renato Carpentieri : Giuseppe Ungaretti

## Distinctions
- Berlinale 2023 : sélection officielle[1]